# Ksar Bellezma
Ksar Bellezma là một thị trấn thuộc tỉnh Batna, Algérie. Dân số thời điểm năm 2002 là 7.942 người.